# Министерство народного просвещения Азербайджанской Демократической Республики
Министерство народного просвещения Азербайджанской Демократической Республики (азерб. Azərbaycan Xalq Cümhuriyyəti Xalq Maarifi Nazirliyi) — министерство, учреждённое 28 мая 1918 года распоряжением Национального совета Азербайджана кабинетом правительства, созданным Фатали ханом Хойским.

## История
Азербайджанская Демократическая Республика с первых дней своего основания придавала большое значение просвещению народа. Министерство подготовило и представило в правительство предложения по реформе в короткие сроки, чтобы ускорить развитие народного образования. На основе решения правительства АДР 30 июня 1918 г. в городе Гянджа была создана канцелярия Министерства народного просвещения.

### Гянджинский период
После того, как правительство Азербайджанской Демократической Республики переехало из Тифлиса в Гянджу, 30 июня правительство поручило Министерству иностранных дел определить штатное расписание министерства, подготовить его Устав и представить его правительству.

Одной из первых мер АДР в области образования было провозглашение тюркского (азербайджанского) языка государственным языком постановлением правительства от 27 июня 1918 года:
"Государственным языком признать тюркский язык, впредь до наступления момента, когда можно будет все судебные, административные и прочие должности заместить лицами, грамотными на этом языке, допустить в правительственных учреждениях употребление и русского языка."
Постановлением правительства Азербайджанской Республики от 28 августа 1918 года обучение во всех начальных учебных заведениях должно было вестись на родном языке учащихся, а государственный язык — тюркский  — в обязательном порядке. Также были национализированы школы. Национализированные школы, в которых обучение шло исключительно на русском или армянском языках было поручено упразднить, а ученикам тех школ преподавать тюркский, а также русский с пятого класса. Если в школах окажутся ученики, не владеющими тюркским языком, для них открыть параллельные отделения с преподаванием на русском языке.
В высшем начальном и среднем образовании занятия должны были вестись на государственном языке. Кафедры тюркского языка должны были быть открыты для учащихся, не говорящих на нём  в 3-х и 4-х классах, и язык должен был преподаваться интенсивно, чтобы через два года эти ученики могли продолжить своё образование на этом языке.

### Бакинский период

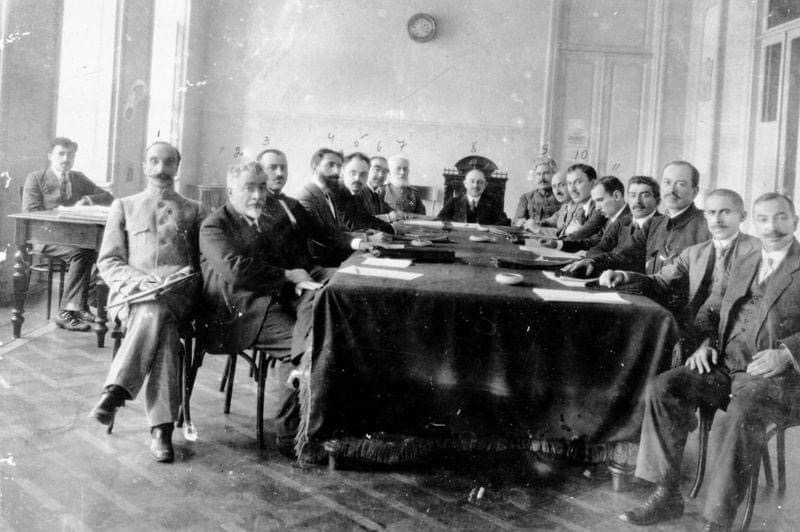
Министр народного просвещения Насиб бек Усуббеков во главе Совета Министров АДР

После освобождения Баку деятельность министерства расширилась. В письме к губернаторам Азербайджана 31 декабря 1918 года первый министр народного просвещения Насиб бек Усуббеков указывал, что перед Республикой в области образования стоят большие и сложные задачи. Министерство мобилизовало все силы, чтобы как можно скорее вывести страну на требуемый уровень в сфере образования, открыв новые школы и курсы повышения квалификации учителей. В письме говорилось, что сегодня только высокообразованные люди могут добиться прогресса. В результате мер, принятых Правительством республики, в начале 1919 года в Азербайджане было 23 средних специальных учебных заведения и 637 начальных школ.
В отчёте Министерства к Правительству Азербайджана от 1919 года говорилось, что в периоде с 1918 по 1920 планируется открывать 35 школ ежегодно.
В 1919—1920 учебном году в средних школах Азербайджана обучалось 9611 учеников, а в начальных 48070. Существует большая потребность в квалифицированных учителях и учебных пособиях для восстановления государственного образования на национальной основе. В то время в Азербайджане не хватало имеющихся преподавателей и учебников. Основным выходом из ситуации было приглашение учителей из Турции и привезти оттуда учебники, а также обучение учителей из образованных людей, владеющих азербайджанским языком, на краткосрочных курсах. Министерство иностранных дел создало специальную комиссию по обеспечению школ учебниками. К работе комиссии были привлечены выдающиеся педагоги того времени, среди которых: Гусейн Джавид, Махмуд бек Махмудбеков, Абдулла Шаиг, Джамо Джабраилбейли, Самед бек Аджалов, Фархад Агазаде, Абдулла бек Эфендизаде и другие.

Одной из основных задач Правительства Республики и Министерства народного образования в области образования была организация высшего образования в стране и подготовка высокообразованных кадров. За короткий период деятельности республики был поднят вопрос о создании в Азербайджане трех высших учебных заведений - Бакинского государственного университета, Института сельского хозяйства и Государственной консерватории. Осуществить удалось только одно из них, а именно Бакинский государственный университет, открывшийся 1 сентября 1919 года. В законе "Об учреждении в городе Баку государственного университета" говорилось:
"1. Учредить в г. Баку Государственный университет в составе 4 факультетов: историко-филологического с восточным отделением, физико-математического, юридического и медицинского.
2. Установить с 1 сентября 1919 г. временно на 1 год прилагаемые штат и смету университета для факультетов: медицинского, в составе первых 4 курсов, и историко-филологического: в составе первого курса с предоставлением совету университета, по соглашению с правительством Азербайджана, на открытие следующих факультетов и курсов испрашивать в сметном порядке ежегодно кредиты.
Тюркский язык является обязательным предметом преподавания на всех факультетах"
15 ноября 1919 года в аудиториях Бакинского государственного университета были прочитаны первые лекции.
Решением парламента от 1 сентября 1919 года 100 молодых азербайджанцев были направлены на обучение в зарубежные университеты за счёт государства. Министерству на реализацию было выделено 7 млн. рублей. Для получения высшего образования было отправлено 45 человек во Францию, 23 в Италию, 10 в Англию, и 9 человек в  Турцию. 13 человек, отобранные для обучения в России, не смогли поехать туда из-за начала Гражданской войны.
18 сентября 1919 года решением парламента Азербайджанской Демократической Республики Министерству народного образования был выделен миллион рублей на закупку учебников для школ из Турции.
В середине 1919 года Министерство народного просвещения создало комиссию по переходу тюркского (азербайджанского) языка на латинскую графику, тем самым объявляя конкурс на алфавит. На конкурсе одержал победу А. Эфендизаде, его алфавит был одобрен и опубликован.
Алфавит Эфендизаде: a ä b c ç d e ë f g h i j k l m n n̈ o ö p q ƣ r s t u v w x y z ƶ ’ (апостроф).
Также министерство принимало меры в связи с повышением грамотности пожилых людей. С этой целью 15 сентября 1919 г. были открыты специальные курсы азербайджанского языка для взрослых в Баку, Гяндже, Шуше, Нухе (ныне — Шеки), Загатале и Газахе, а в ноябре 1919 г. - вечерние технические курсы для азербайджанских рабочих в г. Баку. На этих курсах прошли обучение около 200 азербайджанских рабочих. Министерство оказало непосредственную помощь в работе этих курсов. Министерство также разработало комплексный план действий по развитию образования в стране, который был одобрен правительством Азербайджана для его реализации. Однако оккупация Азербайджана советскими войсками прервала реализацию этих планов.
После прихода советской власти в Азербайджане 28 апреля 1920 года Министерство народного просвещения было ликвидировано и преобразовано в Комиссариат народного просвещения указом № 1 Совета Министров Азербайджанской ССР путём объединения всех учебных заведений в стране под его непосредственным руководством.

## Министры
1. Насиб бек Усуббеков (в составе первого и третьего кабинета)
2. Рашид-Хан Капланов (в составе четвёртого кабинета)
3. Гамид-бек Шахтахтинский (в составе пятого кабинета)
4. Нурмамед-бек Шахсуваров  (в составе пятого кабинета)